# توسع الأوعية

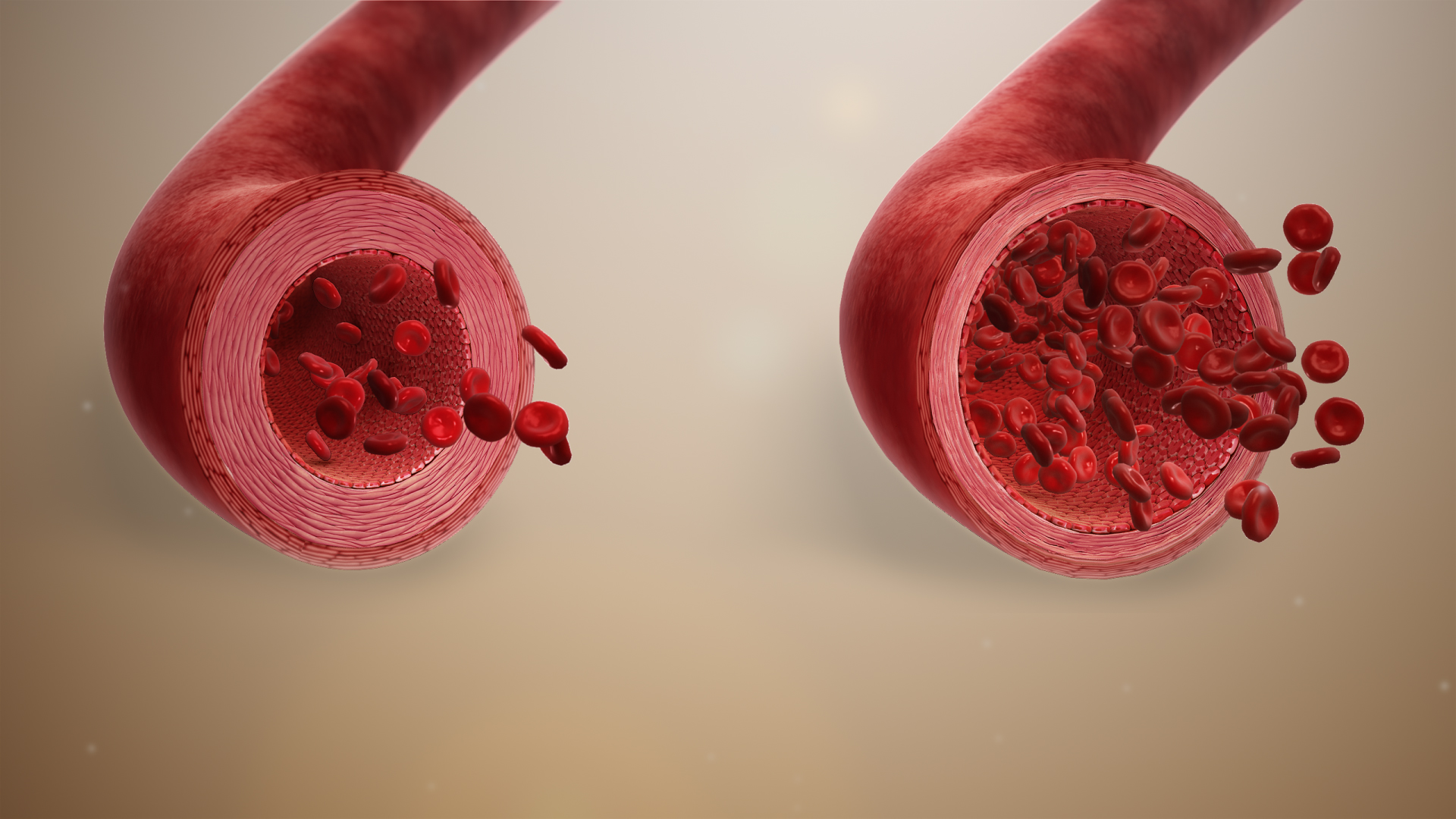
وعاء دموي طبيعي (على اليسار) مقابل توسيع وعائي (على اليمين)

ينتج توسع الأوعية عن استرخاء خلايا العضلات الملساء ضمن جدران الأوعية وبالأخص الأوردة والشرايين الكبيرة والشرايين الصغيرة، وهذه العملية عكس عملية تضيق الأوعية أساسًا أي تضيق الأوعية الدموية.
عندما تتوسع الأوعية الدموية يزداد جريان الدم نتيجة انخفاض المقاومة الوعائيَّة وبالتالي يؤدي توسع الأوعية وبالأخص الشرايين إلى انخفاض ضغط الدم، قد يكون التوسع نتيحة عامل داخلي كعمليات تتم في الأنسجة القريبة من الأوعية أو عامل خارجي كالهرمونات أو الجهاز العصبي، وقد يكون التوسع موضعيًا في أحد الأعضاء وقد يكون مجموعيًا عامًا يشمل جهاز الدوران، وتسمى الأدوية التي تحدث التوسيع الوعائي بموسعات الأوعية.

## الوظيفة
تتمثل الوظيفة الأساسية لتوسع الأوعية في زيادة تدفق دم الجسم إلى الأنسجة التي تعد في أمس الحاجة إليه. غالبًا ما يكون ذلك استجابةً لحاجة موضعية للأكسجين، لكن يمكن أن يحدث عندما لا تتلقى الأنسجة المعنية نسبة كافية من الجلوكوز أو الليبيدات أو المواد الغذائية الأخرى. تستخدم الأنسجة الموضعية طرق متعددة لزيادة تدفق الدم، بما في ذلك تحرير موسعات الأوعية، على رأسها الأدينوزين، إلى السائل الخلالي المحلي، الذي ينتشر إلى الأسرة الشعيرية، ما يحفز توسع الأوعية المحلية. اقترح بعض علماء الفيزيولوجيا أن نقص الأكسجين بحد ذاته هو الذي يسبب توسع الأوعية الشعيرية نتيجةً لنقص تأكسج العضلات الملساء في الأوعية ضمن المنطقة. وُضعت هذه الفرضية الأخيرة نظرًا لوجود العضلة العاصرة قبل الشعيرية في الأسرة الشعيرية.

### توسع الأوعية والمقاومة الشريانية
يؤثر توسع الأوعية مباشرةً على العلاقة بين الضغط الشرياني الوسطي، النتاج القلبي، والمقاومة الوعائية الكلية. يحدث توسع الأوعية في مرحلة زمن انقباض القلب، في حين يتبع تضيق الأوعية المرحلة الزمنية العكسية وهي انبساط القلب. يمكن حساب النتاج القلبي (تدفق الدم المقاس بواحدة الحجم على الزمن) عن طريق ضرب سرعة القلب (عدد النبضات في الدقيقة) بحجم النفضة (حجم الدم خلال الانقباض البطيني). تعتمد المقاومة  الوعائية الكلية على عدة عوامل، بما في ذلك طول الوعاء، ولزوجة الدم (التي يحددها الهيماتوكريت) وقطر الوعاء الدموي. هذا الأخير هو المتغير الأكثر أهمية في تحديد المقاومة، إذ تتناسب المقاومة الوعائية الكلية مع القوة الرابعة لنصف القطر. تسبب زيادة أي من هذه المكونات الفيزيولوجية (النتاج القلبي أو المقاومة الوعائية الكلية) إلى ارتفاع في الضغط الشرياني الوسطي. يعمل توسع الأوعية على تقليل المقاومة الوعائية الكلية وضغط الدم من خلال استرخاء خلايا العضلات الملساء في طبقة الغلالة الوسطانية في الشرايين الكبرى والشرايين الأصغر.
يحدث توسع الأوعية في الأوعية الدموية السطحية للحيوانات ذات الدم الحار عندما تكون البيئة المحيطة بها حارة؛ تغير هذه العملية مسار تدفق الدم الحار إلى جلد الحيوان، ويمكن حينها إطلاق الحرارة بسهولة أكبر في الجو. العملية الفيزيولوجية المعاكسة هي تضيق الأوعية. تُضبط هذه العمليات بشكل طبيعي عن طريق إفراز مواد موضعية نظيرة صماوية من الخلايا البطانية (على سبيل المثال، أحادي أكسيد النيتروجين، براديكينين، أيونات البوتاسيوم، والأدينوزين)، إضافةً إلى الجهاز العصبي الذاتي والغدد الكظرية، وكلاهما يفرز الكاتيكولامينات مثل النورإبينفرين والإبينيفرين، على التوالي.

## الاستخدامات العلاجية
تستخدم موسعات الأوعية الدموية لعلاج حالات مثل ارتفاع ضغط الدم، التي يعاني فيها المريض من ارتفاع ضغط الدم بشكل غير طبيعي، وكذلك الذبحة الصدرية، وقصور القلب الاحتقاني، والعنانة (ضعف الانتصاب)، وعندما يكون الحفاظ على ضغط دم منخفض ضروريًا لتقليل خطر الإصابة بمشاكل قلبية أخرى. قد يحدث تورد الوجه كاستجابة فيزيولوجية لموسعات الأوعية. تعمل بعض مثبطات إنزيم الفوسفودايستراز مثل سيلدينافيل وفاردنافيل وتادالافيل على زيادة تدفق الدم في القضيب عن طريق توسيع الأوعية. ويمكن أيضًا أن تستخدم لعلاج فرط ضغط الدم الشرياني الرئوي.